# قصر كيناروت
قصر كيناروت (الملايوية: Rumah Besar Kinarut) هو أنقاض منزل مانور سابق على الطراز اليوناني الروماني بالقرب من كيناروت في ولاية صباح ماليزيا.

## تاريخه
تم بناء المبنى في عام 1910 من قبل شركة دبليو إف سي الألمانية. كان أسيمونت أول مدير لمزرعة المطاط المعروفة باسم كيناروت للمطاط، حيث يقع مقر الجمعية البريطانية لمانشستر شمال بورنيو المحدودة، وتعد المزرعة ثاني أكبر مزرعة بعد مزرعة سابونج في الساحل الغربي لصباح وتم إنشاؤها في عام1911 بمساحة تزيد عن عشرة كيلومترات مربعة. توفي أسيمونت عام 1919 في سورابايا، ودُفن في سنغافورة. وبعد فترة وجيزة، دمرت سلطات شركة شمال بورنيو تشارترد المنزل المهجور في عام 1923. وفي 22 أغسطس 1994، تم إدراجه كأحد المواقع التاريخية، ويجري حاليًا تطوير منطقة القصر لتصبح واحدة من مناطق الجذب السياحي الرئيسية في صباح.

## الخلفية
يقع هذا المنزل الريفي السابق على تلة مشجرة بالقرب من كيناروت فوق نهر كاوانغ، تم بناء المنزل من عام 1910 إلى عام 1914، وكان أحد المنازل الحجرية القليلة الموجودة في شمال بورنيو. تم بناؤه من الطوب بجدران بيضاء من قبل مهندس معماري هندي يستخدم حوالي 200-300 عامل من جاوة. المنزل الريفي مع مرافقه الخارجية يمتد على مساحة حوالي فدانين. يؤدي المدخل الرئيسي إلى طريق بطول 200 متر من الأعمدة اليونانية الرومانية. كان للمنزل 45 بابًا و152 نافذة، وكان مضاءً بـ 42 ثريا ضخمة.